# KkStB 271
| ÖNWB VI 303 „Josef II.“     |          |          |          |         |         |
| Technische Daten            |          |          |          |         |         |
| Bauart                      | Dn2      | Dn2      | Dn2      |         |         |
| Lokomotivfabrik Floridsdorf |          |          |          |         |         |
|                             | 1873     | 1886     | 1896     |         |         |
| Zylinder-Ø                  | 470 mm   | 470 mm   | 470 mm   |         |         |
| Kolbenhub                   | 600 mm   | 600 mm   | 600 mm   |         |         |
| Treibrad-Ø                  | 1110 mm  | 1110 mm  | 1110 mm  |         |         |
| Laufrad-Ø vorne             | –        | –        | –        |         |         |
| Laufrad-Ø hinten            | –        | –        | –        |         |         |
| fester Radstand             | 3560 mm  | 3560 mm  | 3560 mm  |         |         |
| Gesamtradstand              | 3560 mm  | 3560 mm  | 3560 mm  |         |         |
| Gesamtradstand + Tender     | 9750 mm  | 9800 mm  | 10157 mm |         |         |
| Heizfl. d. Rohre            | 147,0 m² | 147,1 m² | 147,1 m² |         |         |
| Heizfl. d. Feuerbüchse      | 9,2 m²   | 9,5 m²   | 9,5 m²   |         |         |
| Rostfl.                     | 1,80 m²  | 1,80 m²  | 1,80 m²  |         |         |
| Dampfdruck                  | 10,0     | 10,0     | 10,0     |         |         |
| Tender                      | 21       | 21       | 21       |         |         |
| Gewicht (leer)              | 36,75 t  | 36,75 t  | 36,75 t  |         |         |
| Adhäsionsgewicht            | 42,20 t  | 42,20 t  | 42,20 t  |         |         |
| Dienstgewicht               | 42,20 t  | 42,20 t  | 42,20 t  |         |         |
| Dienstgewicht + Tender      | 69,95 t  | 69,95 t  | 68,80 t  |         |         |
| Wasser                      | 6,9 m³   | 6,9 m³   | 6,9 m³   |         |         |
| Kohle                       | 9,4 m³   | 9,4 m³   | 9,4 m³   |         |         |
| Länge                       | 9,053 m  | 9,053 m  | 9,071 m  |         |         |
| Länge + Tender              | 14,443 m | 14,493 m | 14,650 m |         |         |
| Höhe                        | 4,187 m  | 4,187 m  | 4,187 m  |         |         |
| Vmax                        | 35 km/h  | 35 km/h  | 35 km/h  | 35 km/h | 35 km/h |

Die Dampflokomotivreihe kkStB 271 waren Güterzug-Schlepptenderlokomotiven der k.k. Staatsbahnen, die ursprünglich von der Österreichischen Nordwestbahn (ÖNWB) stammten.
Die zur ÖNWB gehörige Süd-Norddeutsche Verbindungsbahn bestellte bei der Lokomotivfabrik Floridsdorf sechs Stück Güterzuglokomotiven der Bauart D für die Gebirgsstrecken
zwischen Schwadowitz und Liebau sowie zwischen Reichenberg und Seidenberg.
Die Maschinen wurden aber 1872 bereits an die ÖNWB geliefert, erhielten die Nummern 301–306 und bildeten die Reihe VI.
Sie hatten außerdem die Namen „CARL IV.“, „MARIA THERESIA“, „JOSEF II.“, „GOTTFRIED SOMMER“, „SENEFELDER“ und „ROTTECK“.
Sie waren ähnlich der Südbahnreihe 35, aber schwächer als diese.
Gegen Ende ihrer Laufbahn waren die Lokomotiven in Josefstadt eingesetzt.
Nach der Verstaatlichung ordnete sie die kkStB als Reihe 271 ein.
Lok 271.03 war bereits 1915 ausgemustert Nach dem Ersten Weltkrieg kamen die anderen zum Tschechoslowakischen Staatsbahn ČSD. Vier davon waren ab 1924 als Reihe 411.1 eingeordnet.
Die vier verbliebenen Maschinen wurden bis 1944 ausgemustert.